# Agyrtes kashmirensis
Agyrtes kashmirensis es una especie de escarabajo descrita por Schawaller. La especie ha sido descrita en Asia Central, principalmente en la región de Cachemira, India.

## Ubicación
A. kashmirensis y su antecesor Apteroloma kashmirensis fueron hallados cerca de la comunidad de Sonamarg, en un escaso bosque mixto de coníferas, principalmente Pinus wallichiana, Abies y Picea smithiana) especialmente bajo piedras a una altitud de 3000 a 3200 metros (9842,5 a 10 498,7 pies). Ambos sitios estaban en laderas de montañas lejos de cuerpos de agua. Se han encontrado individuos también en el bosque subalpino del estado de Himachal Pradesh a una altitud entre 2500 a 3500 metros (8202,1 a 11 482,9 pies).

## Historia
Josef Hlisnikovský la describió por primera vez en 1968 en la misma región de la India sin características que justificara el mantenimiento de su propio género de Pterolorica sugerido por Hlisnikovský, por lo que lo consideró sinónimo del género Apteroloma: Apteroloma kashmirensis, clasifacada luego como sinónimo a su vez de Agyrtes.